# Nepenthes pervillei
Nepenthes pervillei Blume, 1852 è una pianta carnivora della famiglia Nepenthaceae, endemica delle Seychelles, dove cresce a 350–750 m.

## Conservazione
La Lista rossa IUCN classifica Nepenthes pervillei come specie a rischio minimo (Least Concern).